# Railless Electric Traction Company
Railless Electric Traction Company Ltd. war ein 1909 für den Bau von Oberleitungsbus-Systemen gegründetes Unternehmen mit Firmensitz in London und Zweigbüro in Leeds. Die Firma bestand unter geändertem Namen bis 1926, bevor das Geschäft gänzlich aufgegeben wurde.

## Geschichte
Railless Electric Traction Company Ltd. wurde gegründet mit dem Ziel, die trackless tram „gleislose Straßenbahn“, später als Oberleitungsbus bezeichnet, in England zu vermarkten. Das Unternehmen hatte die englische Lizenz für das Max-Schiemann-Systems inne. Die ersten Oberleitungsbussysteme wurden nach Leeds und Bradford verkauft.
Railless Electric Traction trat als Generalunternehmer für die Oberleitungsbus-Systeme auf, die unter dem Namen RET System vermarktet wurden. Die Fertigung der Fahrzeuge wurde in den drei Baugruppen Fahrgestell, Aufbau und elektrische Ausrüstung an andere Firmen untervergeben. Für die Wagen von Leeds stammten die Fahrgestelle von Alldays & Onions, die Aufbauten von Hurst Nelson und die elektrische Ausrüstung von Dick, Kerr & Co. Später wurden auch Wagen mit Aufbauten von Charles H. Roe oder Ransomes, Sims & Jefferies geliefert. Alle Baugruppen wurden nach Leeds angeliefert, wo sie zu den einsatzbereiten Fahrzeugen zusammengebaut wurden und nach einer Probefahrt in Leeds an die Kunden übergeben wurden.
Der Ausbruch des Ersten Weltkriegs beeinträchtigte den Bau weiterer Oberleitungsbus-Systeme in England, weil viele der in den ersten Fahrzeuge verwendete Ausrüstungsteile nach deutschen Zeichnungen gefertigt oder von Deutschland importiert wurden, was gegen das Handelsgesetz mit dem Feind verstieß und verhinderte, dass das Unternehmen bereits eingegangene Aufträge ausführen konnte. Außerdem waren die ersten von Railless Electric Traction verkauften Wagen unzuverlässig, so dass der Betreiber des Systems in Bradford die ersten 1913 gelieferten Wagen durch neue ersetzen wollte. Er konnte sich mit Railless Electric Traction nicht über einen Preisnachlass für bereits in Eigenregie ausgeführte Reparaturen einigen, weshalb die folgenden Wagen bei anderen Firmen bestellt wurden. Dies führte 1916 zur Insolvenz des Unternehmens, obwohl Railless Electric Traction während des Ersten Weltkrieges Aufträge für die Herstellung von Munition erhalten hatte.

### Neubelebung nach Insolvenz
Short Brothers kaufte das Unternehmen von den Gläubigern und belebte es im Frühjahr 1918 neu unter dem Namen Railless Ltd. oder RET Company Ltd., später auch Railless Electric Traction Construction Co. Ltd. Bereits ein Jahr zuvor hatte Charles H. Roe das Unternehmen verlassen und sich selbständig gemacht. Er arbeitete seit 1913 für Railless Electric Traction und hatte einige Verbesserungen an den Fahrzeugen eingeführt. Kurz darauf wurde das Unternehmen von der Royal Flying Corps requiriert, vermutlich für die Fertigung von Flugzeugteilen, es jedoch kurz nach dem Krieg wieder zurückgegeben. Die veralteten Oberleitungsbus-Technik des Unternehmens bewog schließlich Shorts, den Geschäftsbereich aufzugeben und die Unternehmung zu schließen.

## Technik
Die von Railless Electric Traction gebauten Oberleitungsbus-Systeme nach dem Max-Schiemann-Systems benutzten eine doppelpolige Oberleitung, die aus zwei nebeneinander verlaufenden Fahrdrähten bestand. Auf den Fahrzeugen waren Stromabnehmerstangen angeordnet, welche die Fahrleitungsdrähte von unten bestrichen. Die elektrische Ausrüstung wurde von Siemens & Halske beigesteuert.
Die Wagen waren ähnlich der damaligen Straßenbahntriebwagen mit Fahrschaltern ausgerüstet, die mit einer Handkurbel bedient wurden, die der Wagenführer neben der Lenkung bedienen musste. Einige hatte ähnlich zu einer Straßenbahn ein Führerbremsventil, während andere bereits mit einem Bremspedal ausgerüstet waren. Nach dem Ersten Weltkrieg führten andere Hersteller Wagen mit Fahrschaltern ein, die über ein Pedal betätigt werden konnten. Dies führte dazu, dass die Fahrzeuge von Railless Electric Traction im Vergleich zur Konkurrenz schwerfällig waren.
Neben Oberleitungsbussen konstruierte und möglicherweise baute das Unternehmen Aufbauten für Transporter und Lastkraftwagen.

## Oberleitungsbus-Systeme
Railless Electric Traction und ihre Nachfolgefirmen bauten die unten stehenden Oberleitungsbus-Systeme auf. Die Liste ist nach dem Jahr der Betriebsaufnahme sortiert, das in der Klammer angegeben ist:

### Großbritannien
- London (1909, Versuchsanlage)
- Leeds (1911)
- Bredford (1911)
- Dundee (1912)
- Rotherham (1912)
- Ramsbottom (1913)
- Rhondda (1914)
- Brighton (1914)
- Mexborough (1915)
- Tees-side (1919)
- York (1920)
- Halifax (1921)
- London (1922, Versuchsbetrieb von London United Tramway)
- Birmingham (1922)
- Ipswich (1923)

### Südafrika
- Boksburg (1914)
- Bloemfontein (1915)